# Peter Constantine
Peter Constantine (* 1963 in London) ist ein Übersetzer und Autor. Seine Übersetzungen umfassen literarische Werke aus dem Deutschen, Russischen, Französischen, Alt- und Neugriechischen, aus dem Italienischen, Albanischen, Niederländischen und Slowenischen.

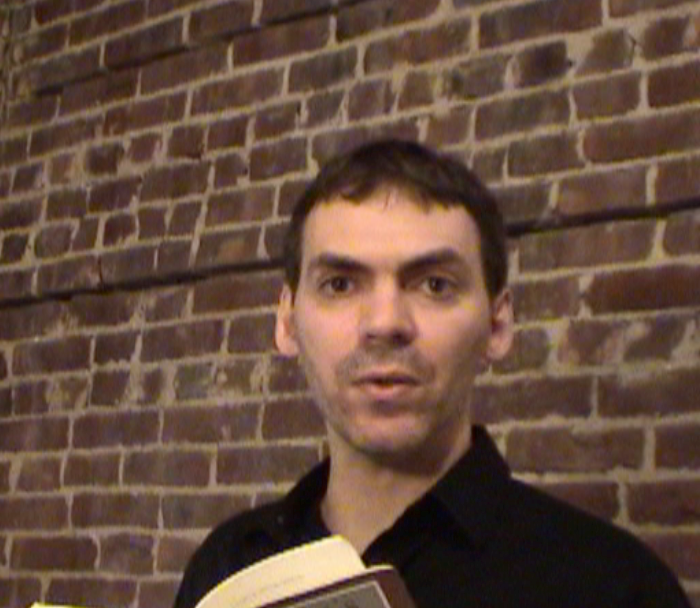
Peter Constantine

Seine Mutter kam aus Österreich, während sein Vater ein Brite türkisch-griechischer Abstammung war. Zunächst wuchs Constantine in Athen auf, bevor er in die USA übersiedelte. Sein erstes Buch Japanese Street Slang erschien 1992 in der Verlagsgruppe Random House.
In den frühen 1990ern begann er, Erzählungen und Lyrik aus verschiedenen europäischen Sprachen zu übersetzen. Diese Übersetzungen wurden in literarischen Zeitschriften aus den USA sowie aus Großbritannien und Australien veröffentlicht. Seine erste Übersetzung in Romanlänge war Six Early Stories von Thomas Mann. Auszüge davon wurden in der New York Times veröffentlicht.
Seitdem arbeitete er fast ausschließlich als Literaturübersetzer. Er übersetzte u. a. Hannah Arendt, Bernhard Schlink, Anton Tschechow, Nikolai Gogol, Lev Tolstoi, Voltaire und Machiavelli.

## Auszeichnungen
- 1998 PEN/Book-of-the-Month Club Translation Prize für die Übersetzung Six Early Stories von Thomas Mann; das Buch wurde von der New York Times als Notable Book of the Year gewählt.
- 1999 National Translation Award für Thirty-Eight New Stories
- 2002 Koret Jewish Book Award und National Jewish Book Award für die Übersetzung des kompletten Werkes von Isaac Babel (herausgegeben von Nathalie Babel)
- 2004/2005 Literatur-Preis des Griechischen Verbandes der Übersetzer für seine Übersetzung des Gedichtbandes Mother des griechischen Dichters  Stylianos Harkianakis
- 2007 Helen-und-Kurt-Wolff-Übersetzerpreis für die Übersetzung von Benjamin Leberts Roman Der Vogel ist ein Rabe.[2]
- 2008 Finalist für den PEN/Book-of-the-Month Club Translation Prize mit seiner Übersetzung der grundlegenden Schriften von Machiavelli
- 2012 Ellen Maria Gorrissen Berlin Prize der American Academy in Berlin 2012 der American Academy in Berlin.